# 辉蓝维达雀
，是雀形目维达雀科的一种鸟类。

## 特征
辉蓝维达雀体重约11.9克，翼长约64.5毫米，喙宽度约4.4毫米，喙厚度约5.9毫米，嘴峰长约10.1毫米，跗蹠长约14.4毫米，尾长约44.4毫米。
辉蓝维达雀是留鸟，栖息在灌木林，它们是植食性动物，主要以植物的种子或坚果为食。它们分布在南苏丹南部、埃塞俄比亚、索马里、乌干达北部、肯尼亚以及坦桑尼亚北部和中部。